# Só Pra Contrariar
Só Pra Contrariar (port. etwa ‚Nur um zu widerstreben‘), abgekürzt SPC, ist eine der erfolgreichsten brasilianischen Pagodebands.

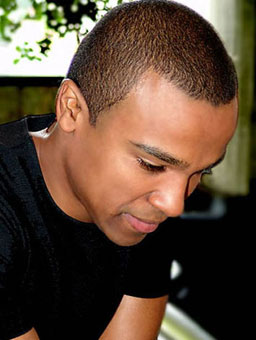
Alexandre Pires, ehemaliger Frontsänger von Só Prá Contrariar

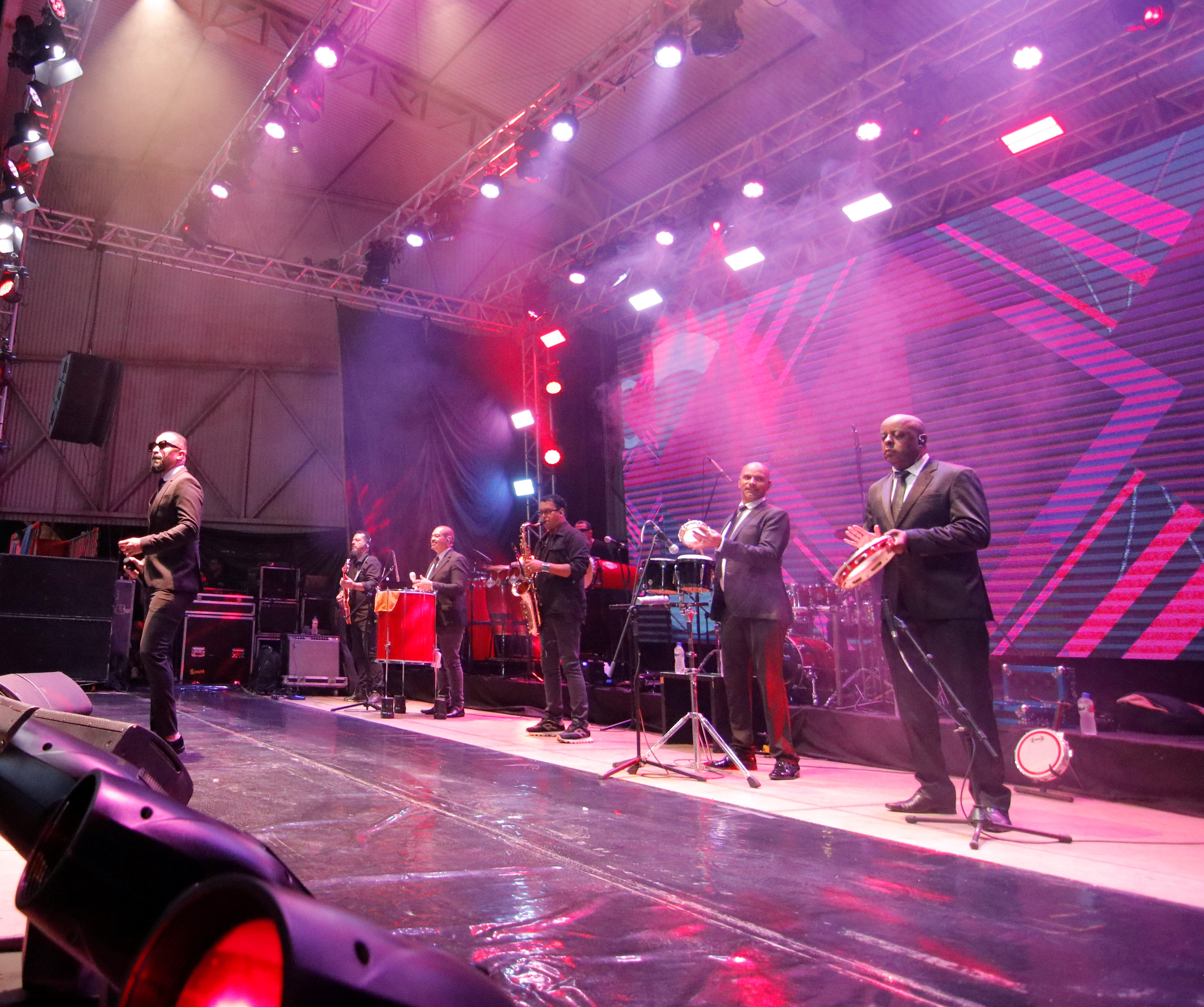
Carnaval Popular da Prefeitura de Votuporanga mit der Gruppe Só Prá Contrariar

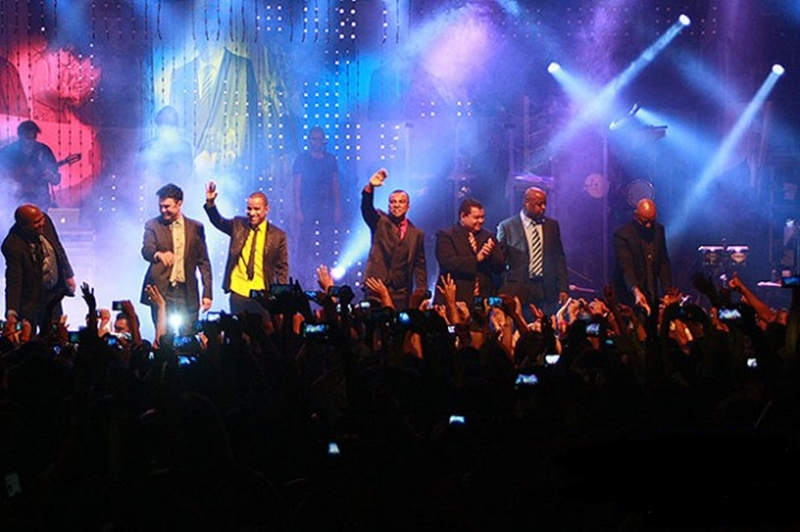
Konzert der Gruppe Só Prá Contrariar

## Werdegang
Só Pra Contrariar wurde 1989 in Uberlândia, Minas Gerais von Alexandre Pires, Fernando Pires, Hamilton Faria, Juliano Pires, Luisinho Vital, Luis Fernando, Alexandre Popó, Rogério Viana und Serginho Sales gegründet. Bekannt wurde die Band durch ihre sehr melodischen und romantischen Pagode-Lieder, die sehr erfolgreich wurden. 1993 erschien ihr erstes Album „Que Se Chama Amor“, die CD „Só Pra Contrariar“ 1997 verkaufte sich bereits 3 Millionen Mal. 2002 brachte SPC die CD „Acústico“ heraus, an der verschiedene andere Künstler wie Caetano Veloso und Gilberto Gil mitwirkten. 2002 nach acht veröffentlichten Alben verließ Alexandre Pires die Gruppe und verfolgte seine Solokarriere. Sein Bruder Fernando Pires, der Schlagzeuger von SPC, trat an seine Stelle. Ohne Alexandre Pires musste SPC neue musikalische Wege gehen, mehr zu den Ursprüngen des Samba als zu romantischen Liedern. 2003 erinnerte sie mit der CD „Produto Nacional“ an ihre zehnjährige Karriere. Der Song „Minha Fantasia“, angelehnt an ein Lied von Lenny Kravitz wurde zum großen Erfolg.
Zu ihren größten Hits gehören „Depois do Prazer“, „Essa Tal Liberdade“, „Minha Medade“, „Sai da minha Aba“, „Mineirinho“, das Album „Depois do Prazer“ verkaufte sich 4,2 Millionen Mal, gefolgt von „Santo Santo“ mit 3,2 Millionen Verkäufen.

## Alexandre Pires
Alexandre Pires (* 8. Januar 1976 in Uberlândia/Minas Gerais) war einer der Gründer der Gruppe Só Pra Contrariar, der von 1989 bis 2002 bei SPC sang und danach eine Solokarriere verfolgte. Seine Songs wie „Que Se Chama Amor“, „A Barata“ und „Domingo“ gehörten zu den meistgespielten Liedern der brasilianischen Radiosender. 1999 sang er zusammen mit Gloria Estefan „Santo Santo“ und 2001 gewann Pires die Latin Billboard Awards.

## A Barata (Alexandre Pires)
Alexandre Pires schrieb unter anderen den doppeldeutigen Pagode-Erfolg „A Barata“ 1994:
| Toda vez que chego em casa A barata da vizinha está na minha cama Toda vez que chego em casa A barata da vizinha está na minha cama Diz aí Luis Fernando o que cê vai fazer Eu vou comprar um chicote pra me defender Ele vai dar uma chicotada na barata dela | Jedes Mal wenn ich nach Hause komm Liegt die Küchenschabe meiner Nachbarin in meinem Bett Jedes Mal wenn ich nach Hause komm Liegt die Küchenschabe meiner Nachbarin in meinem Bett Sag mal Luis Fernando, was soll ich machen Ich werde mir eine Peitsche kaufen, um mich zu verteidigen Auch wenn ich das tausendmal verneint habe Er wird ihr einen Peitschenhieb geben auf ihre Küchenschabe |

## Diskografie
- Que Se Chama Amor (1993)
- Meu Jeito de Ser (1994)
- O Samba Não Tem Fronteiras (1995)
- Depois do Prazer (1997)
- Interfone (1999)
- Bom Astral (2000)
- Santo Santo (2000)
- Produto Nacional I (2003)
- Produto Nacional II (2004)
- Seguindo Em Frente (2007)